# Forum de Trajan
Le forum de Trajan (Forum Traiani) est le dernier des forums impériaux construits à Rome, le plus monumental et l’un des mieux conservés. Il comprend la basilique Ulpienne (Basilica Ulpia), la colonne Trajane (Colonna Traiana), deux bibliothèques (Bibliothecae Traiani) et les marchés de Trajan (Macellum Traiani).
Le forum, dont la conception est attribuée à l’architecte Apollodore de Damas, est parallèle au forum de César et perpendiculaire au forum d'Auguste. Sa construction a été financée par le butin que Trajan a rapporté des campagnes de Dacie.

## Localisation
Le forum de Trajan est situé dans la zone des forums impériaux, le long de l’actuelle Via dei Fori Imperiali, dans le rione de Monti, à Rome (voir le plan).

## Histoire

### Construction

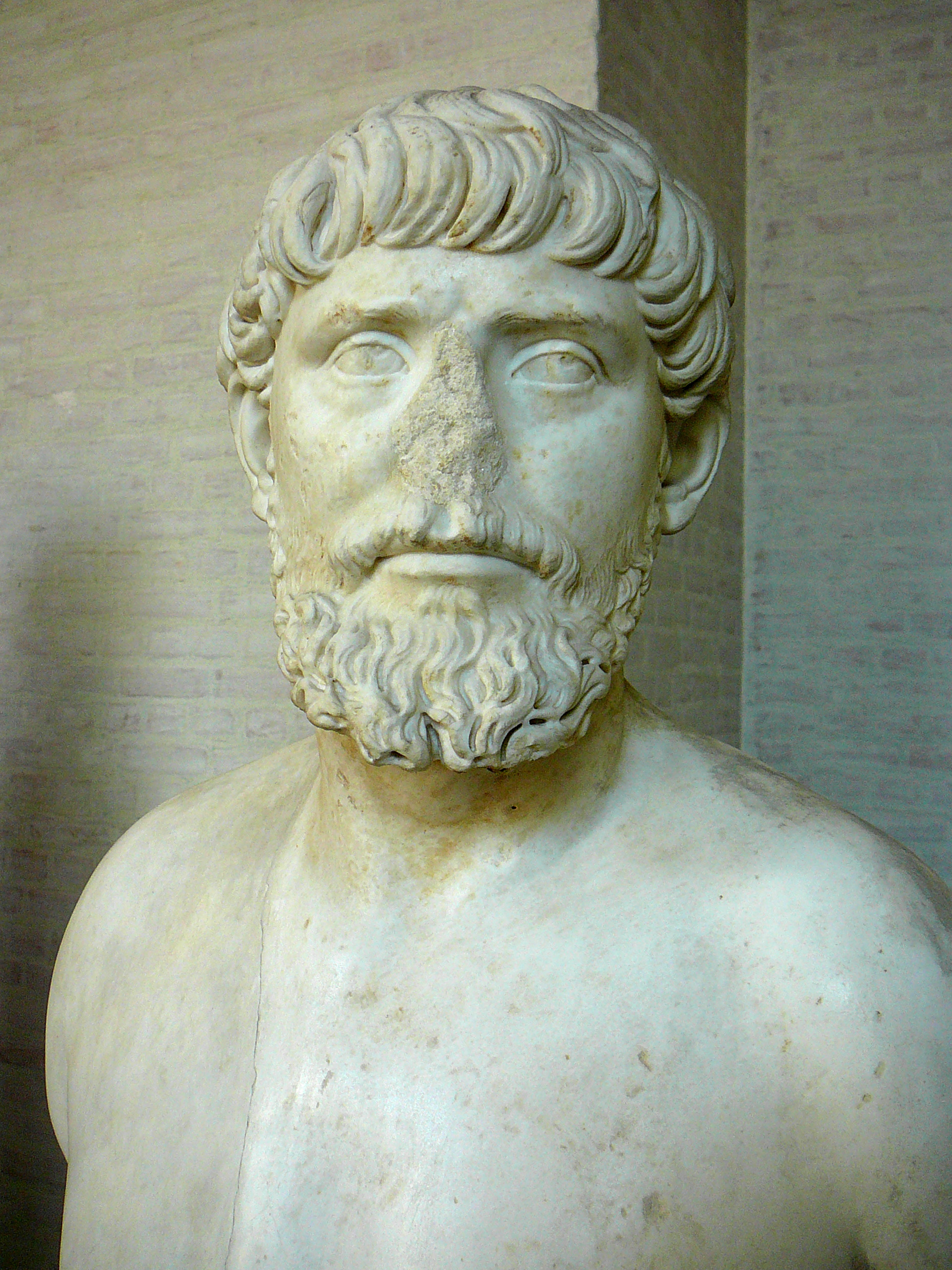
Buste présumé d'Apollodore de Damas, daté de 130/140.
Munich Glyptothek.

À la suite de son triomphe sur les Daces, Trajan, voulant perpétuer le souvenir de sa victoire, décide de faire construire un forum qui, par sa grandeur et la richesse de sa décoration, devra surpasser tous les autres forums de la ville. Il utilise à cette fin une partie du butin, estimé à 163,6 tonnes d’or et le double d’argent, qu’il a rassemblé à l’issue de la deuxième guerre dacique,, comme le rappelle probablement l’inscription e manubiis (« grâce au produit du butin ») plusieurs fois répétée sur l’entablement de la basilique Ulpienne. La construction du forum, entre 106 et 113, sous la direction de l’architecte Apollodore de Damas,,,, a nécessité l'ouverture d'un espace supplémentaire en éliminant l'ensellement entre les collines du Capitole et du Quirinal. En effet, l’ensemble formé par le forum de César et le forum d'Auguste a utilisé toute la place disponible dans la zone. Le prolongement des forums impériaux vers le nord se trouvait alors bloqué par un problème de déblaiement. Vespasien, peut-être par souci d’économie, ne continue pas l’agrandissement vers le nord, mais utilise l’espace occupé en partie par un ancien marché au nord-est du Forum Romain. Il faut attendre la fin du règne de Domitien pour que le projet d’arasement du col entre Capitole et Quirinal soit relancé. Mais c’est à Trajan et à Apollodore de Damas que revient le mérite de l’élargissement du passage étroit qui reliait le Forum Romain au Champ de Mars. Les matériaux déblayés (plus de 60 millions de mètres cubes de terre et de roche) sont évacués au nord-est de Rome, le long de la Via Salaria, par les deux grandes voies de l’Alta Semita et du Vicus Longus. Toutes les structures dans cette zone  qui gênent les travaux sont détruites, dont l’Atrium Libertatis et une section de l'enceinte servienne. Le forum de César est également modifié, avec l’ajout de la basilique Argentaria et la reconstruction du temple de Vénus Genitrix,. Le forum est inauguré en janvier 112 (d’après les Fasti Ostiensi) tandis que la colonne Trajane n’est inaugurée qu’en mai 113.

### Antiquité tardive
Le forum semble encore bien préservé au IVe siècle, comme en témoigne l’émerveillement de Constance II en visite à Rome (en 357). À en croire Ammien Marcellin, il est notamment frappé par la présence colossale de la statue équestre de Trajan.
Au Ve siècle, le forum est toujours un espace public où figurent des statues de personnages illustres de la vie culturelle du Bas-Empire, comme les poètes Mérobaude, et Sidoine Apollinaire.
Au VIe siècle, d’après Cassiodore, le complexe a conservé toute sa gloire. Au cours du VIIe siècle, des représentations publiques sont encore organisées dans les bibliothèques,. En 663, l’empereur romain d’Orient Constant II fait retirer les statues et autres monuments honorifiques du forum,.

### Moyen Âge

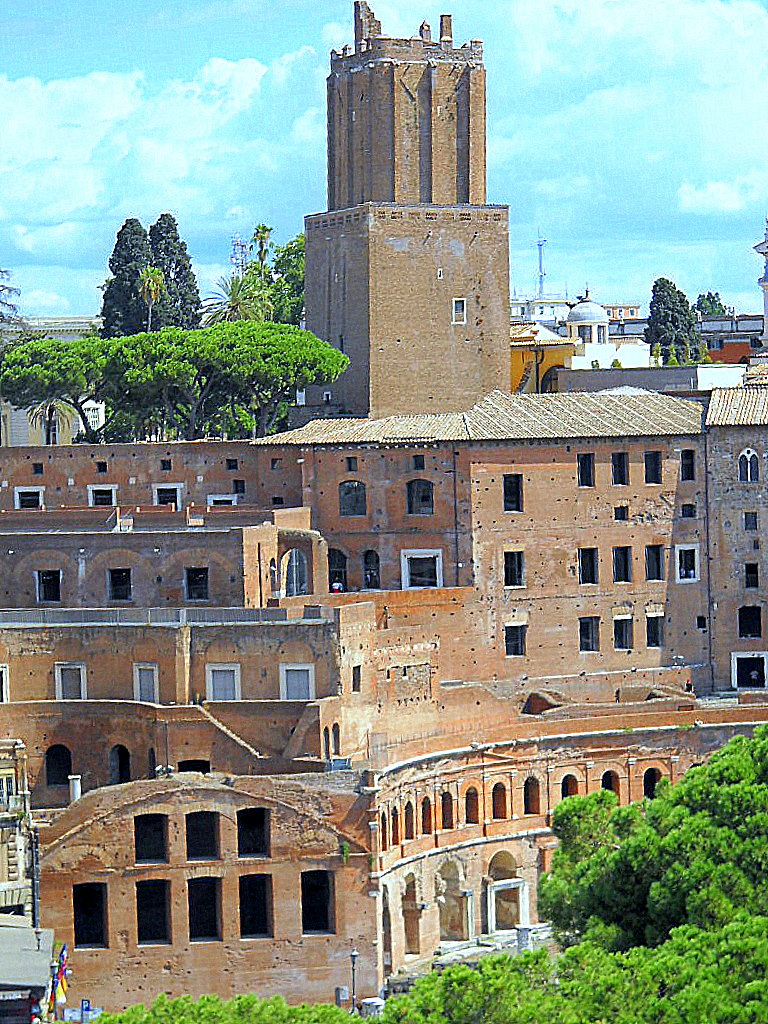
Tour des Milices avec en contrebas les ruines des Marchés de Trajan.

Au cours du VIIIe siècle, le forum est toujours l’objet de l’admiration de ses contemporains,, mais la plupart des bâtiments sont fortement endommagés et finissent de s’écrouler lors du tremblement de terre de 801,.
À partir du milieu du IXe siècle, les plaques de marbre qui servent de pavage de la place centrale sont retirées pour être réutilisées ailleurs. Une partie du forum conserve néanmoins une fonction publique et le sol est de nouveau pavé. L’autre partie commence à être occupée par des vignes et des vergers.
L’obstruction des anciens égouts romains rend la zone du forum insalubre, ce qui a conduit à une élévation progressive du sol avec de la terre au cours du Xe siècle. Des habitations dispersées sont bâties parmi les anciens bâtiments du forum, signe qu’ils sont encore en partie préservés.

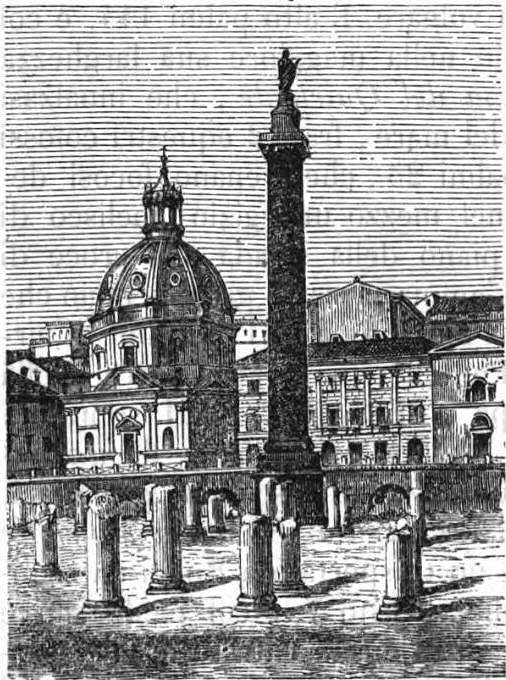
Illustration tirée du livre Colpo d'occhio a Roma, Adone Palmieri, Rome, 1863.

Au XIe siècle, le forum est transformé en forteresse par la puissante famille romaine des Michieli. La zone est également occupée par des bâtiments religieux : les églises de San Lorenzo ai Monti, de Santa Maria in Campo Carleo et de San Niccolò de Columna. Cette dernière église, mentionnée pour la première fois en 1032, utilise la colonne de Trajan comme clocher.
La basilique Ulpienne et les deux bibliothèques sont encore debout au XVe siècle, bien qu’en partie effondrées et privées de leurs décorations, pillées. Des maisons particulières et un marché (Macellum Corvorum) sont construits sur le forum.
Le côté méridional du forum reste partiellement intact, au moins jusqu’au milieu du XVIe siècle, bien que depuis 1263, l’église de Sant’Urbano et depuis 1432, l’église de Santa Maria, s’y adossent. Toujours en 1432, le monastère du Saint-Esprit est construit au sud de la colonne Trajane, alors que l’église attenante à cette dernière est détruite sur ordre du pape Paul III qui retire la cloche de la colonne.
Entre le XIIe siècle et le XIVe siècle, les Marchés de Trajan sont transformés en une structure défensive connue sous le nom de Castellum Miliciae, dont le point culminant est la Tour des Milices.
Entre 1567 et 1570, le cardinal Michele Bonelli fait nettement surélever le terrain et construire tout un quartier prenant appui sur les bâtiments plus anciens qui servent de caves. Il restera inchangé jusqu’à sa démolition par Mussolini et la construction de la Via dei Fori Imperiali.

## Fonction
Le complexe est le lieu de nombreuses activités. Un procurateur du forum du Divin Trajan, mentionné sur une inscription découverte récemment dans les marchés de Trajan, a pour mission de gérer et d’administrer ces différentes activités. Le plan de marbre Forma Urbis nous apprend que l’une des absides de la basilique Ulpienne a hérité des fonctions de l’Atrium Libertatis qui a été détruit : les esclaves s’y font affranchir.
Le forum est le site de cérémonies publiques de toutes sortes. Plusieurs lois y ont été promulguées, dont certaines entre 319 et 451,,. Des congiaires y sont distribués au peuple romain. Hadrien, imité plus tard par l’empereur Aurélien,, y fait brûler publiquement les documents des archives contenant l’enregistrement des dettes,. Marc-Aurèle y organise la vente aux enchères de biens du palais impérial pour financer ses campagnes contre les Germains et les Sarmates vers 170,,. Il ordonne par la suite que des statues soient érigées dans le forum en l’honneur des généraux ayant participé aux campagnes en Germanie. Commode se sert du forum pour ses apparitions publiques et y distribue au moins un congiaire,.
La basilique abrite les activités judiciaires, notamment dans ses absides, espaces séparés de la nef centrale. Durant le Bas-Empire s'y développent des activités culturelles (avec peut-être des salles de lectures et des écoles), essentiellement dans les exèdres des portiques.

### Place du forum dans la propagande impériale
La décoration du complexe rappelle les exploits de Trajan sur les Daces. Elle inclut de nombreuses statues de prisonniers daces, des reliefs avec des trophées, des inscriptions en l’honneur des légions ayant participé aux campagnes en Dacie sur l’attique de la basilique Ulpienne, les enseignes de ces mêmes légions, probablement fixées au-dessus des entrées de la basilique, des inscriptions en l’honneur des autres corps militaires, la colonne Trajane et probablement la grande frise de Trajan réemployée sur l’arc de Constantin. Cette frise, longue de 18 mètres et haute de 3 mètres,, représente les exploits de Trajan lors de la conquête de la Dacie, aboutissant à son triomphe, une sorte de suite de la frise de la colonne Trajane. C’est donc à la gloire des armes et de ses victoires que Trajan a dédié son forum.

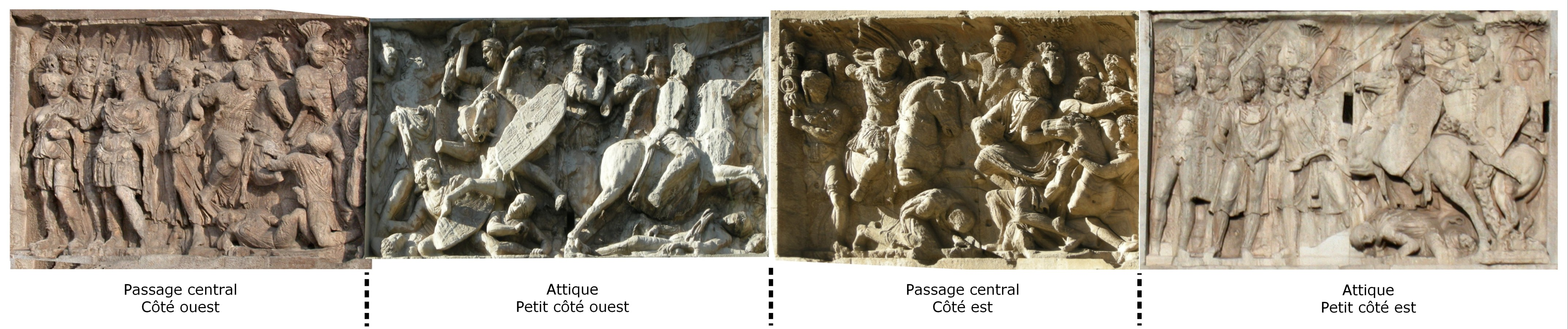
Assemblage photographique de la grande frise de Trajan, réemployée sur l'attique et dans le passage central de l'arc de Constantin.

Même la disposition des monuments du complexe rappelle l’organisation d’un camp militaire, et plus précisément de la place principale du camp. Les deux bibliothèques se faisant face évoquent en effet la position des archives militaires dans l’agencement d’un camp. Pour pousser la comparaison plus loin, la position de la colonne Trajane correspond à l’emplacement des enseignes militaires ; sa proximité avec la basilique et les bibliothèques symbolise peut-être la volonté de l’empereur d’étendre la civilisation romaine au monde barbare.

## Architecture
Le forum, long de 300 mètres et large de 185 mètres, forme un complexe fermé, indépendant du quartier qui l’entoure. On y accède par deux entrées principales, situées aux extrémités opposées du complexe. Le forum est construit parallèlement au forum de César et perpendiculairement au forum d'Auguste. Il est entièrement recouvert de marbre ou de stuc et orné de sculptures et de peintures murales.
Le complexe comprend, du sud au nord : une entrée formant un arc de triomphe ; une place centrale avec en son centre la statue équestre de Trajan ; des portiques avec chacun une exèdre semi-circulaire sur les côtés de la place ; la basilique Ulpienne ; une cour à colonnade avec en son centre la colonne Trajane et, de part et d’autre, deux bibliothèques, l’une grecque, l’autre latine,.

### Entrée sud-est

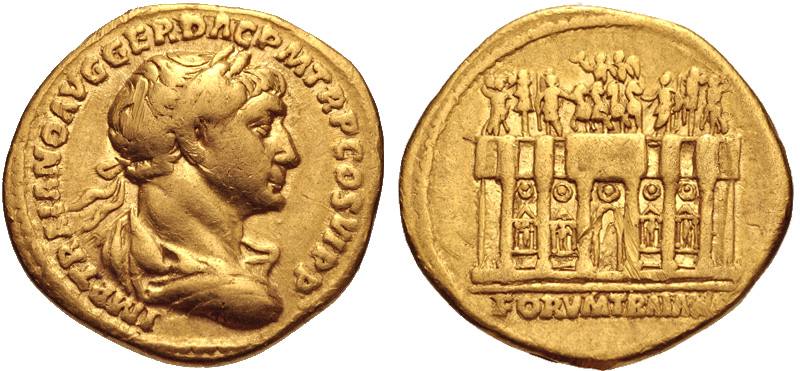
Aureus frappé vers 112/115.
Côté pile, représentation de l'entrée triomphale du forum de Trajan.

Le côté donnant vers le forum d'Auguste, au sud-est, est fermé par un mur en blocs de pépérin légèrement convexe vers l’extérieur. Ce mur est décoré de colonnes de marbre d’un diamètre de 1,5 mètre placées en avant du mur, tandis que des pilastres y sont engagés dans l’alignement des colonnes. Le mur est percé d'un grand arc à un seul passage divisé en cinq baies précédé de six colonnes. Les baies latérales comportent des niches surmontées d'un fronton triangulaire abritant des statues de prisonniers daces. Au-dessus se trouve un même nombre de portraits sur des boucliers (imagines clipeatae). La statue de Trajan dans un char triomphal tiré par six chevaux, flanquée de trophées et de victoires, surmonte le tout. Cet arc de triomphe n’a laissé aucune trace, et sa description nous est parvenue grâce à sa représentation sur des monnaies. Selon Dion Cassius, l’arc a été érigé sur décision du Sénat en hommage à Trajan et à ses victoires en Orient.

### Place centrale et portiques

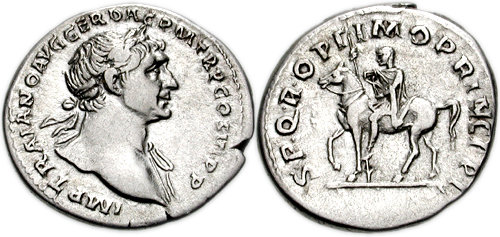
Denier frappé vers 112-114/115.
Revers, Trajan à cheval légende SPQR OPTIMO PRINCIPI.

La place, longue de 116 mètres et large de 95 mètres, est pavée avec environ trois mille dalles rectangulaires de marbre blanc. Au centre de la grande esplanade du forum se dresse la statue équestre de Trajan en bronze doré. Des deux côtés s'étend un portique à colonnade de granite gris d’ordre corinthien sur une plate-forme à deux marches. En arrière des portiques s'ouvrent deux larges exèdres semi-circulaires. Les portiques abritent une galerie de statues rappelant et complétant celles du forum d'Auguste. L'attique est similaire à celui du forum d'Auguste avec des statues de prisonniers daces à la place des caryatides portant des boucliers avec leurs têtes, alternant avec des médaillons ornés de portraits. Parmi ceux-ci, on a identifié Agrippine la Jeune et Nerva.

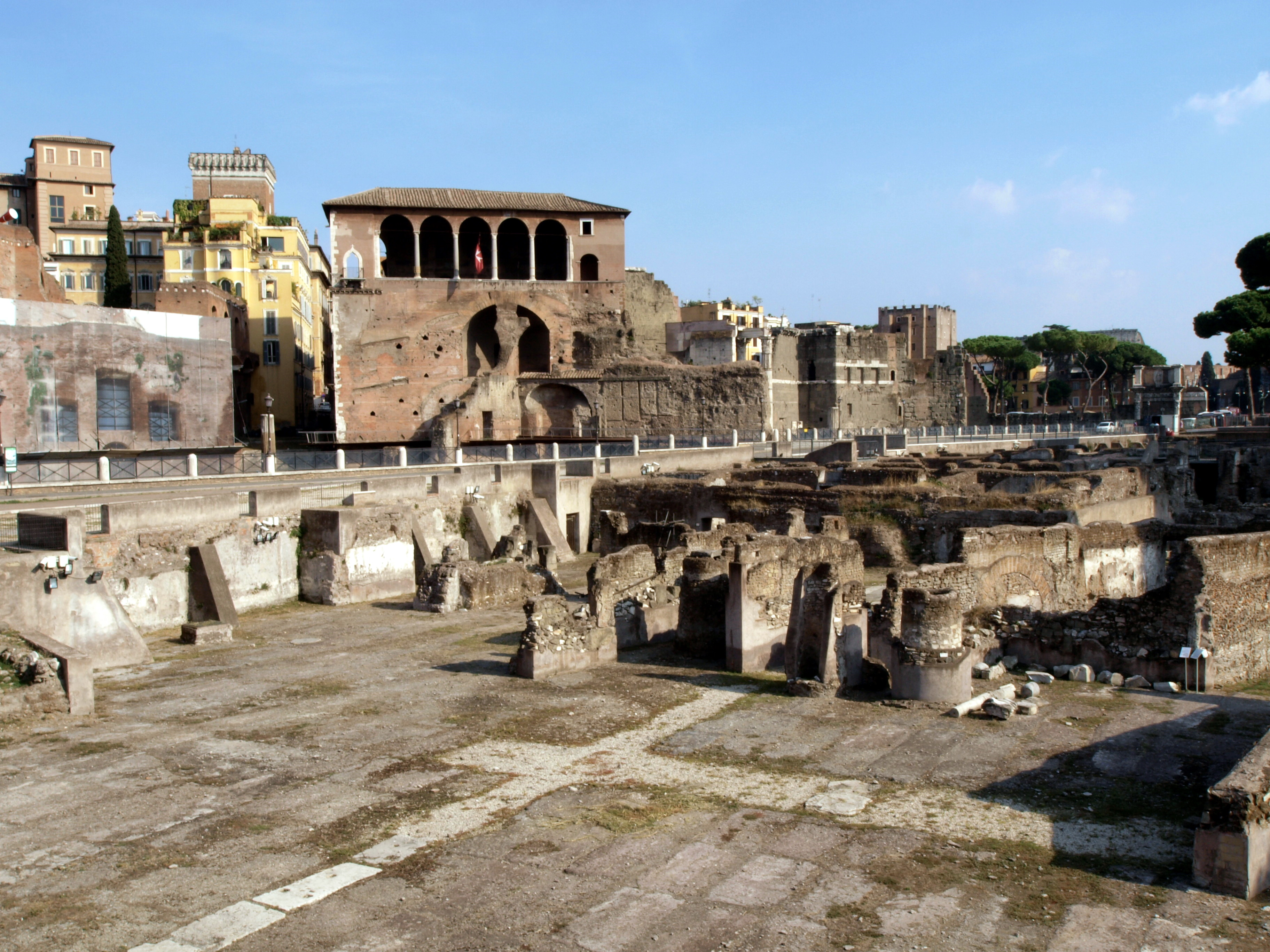
Forum de Trajan
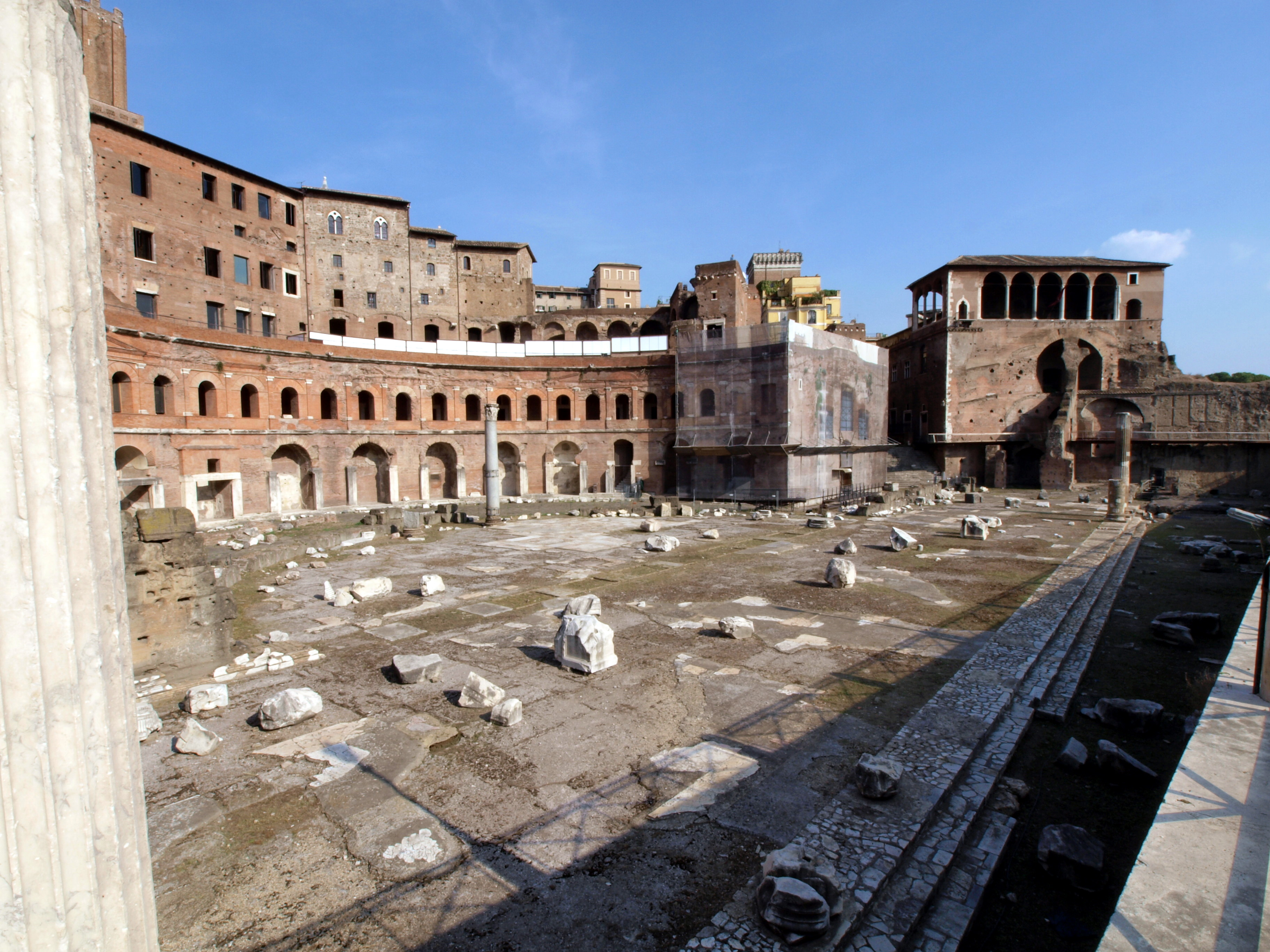
Exèdre du portique oriental
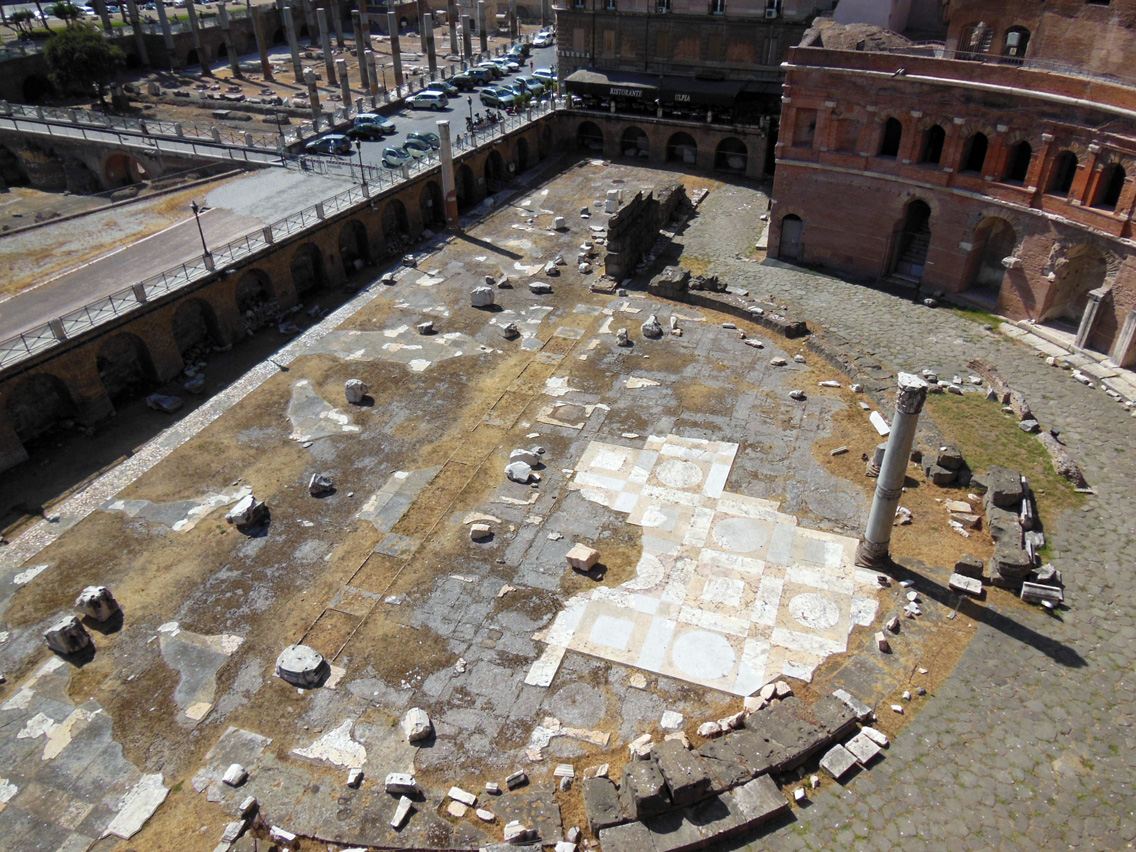
Exèdre du portique oriental, vu de haut.
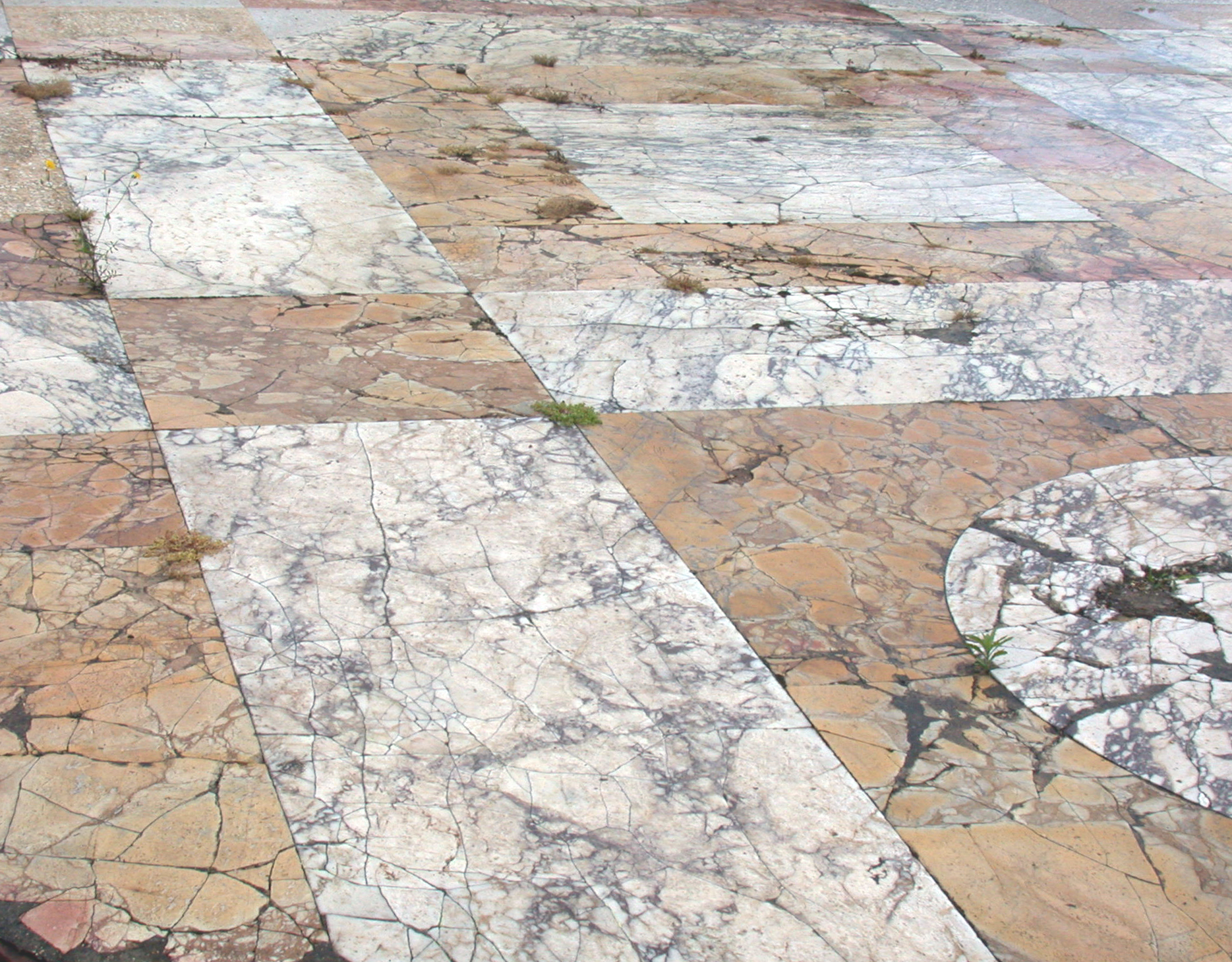
Sol en marbre de l'exèdre orientale

### Basilique Ulpienne

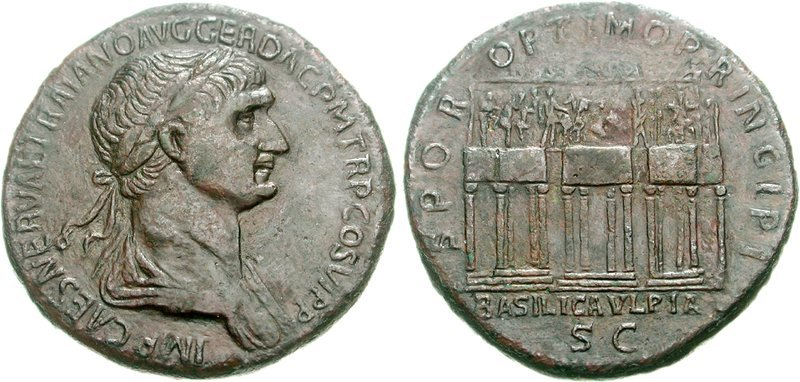
Sesterce frappé vers 112/115.
Côté pile, représentation de la façade méridionale de la basilique Ulpienne.

Dans la conception du forum de Trajan, Apollodore de Damas innove en ne plaçant pas dans le prolongement de la place un temple dédié à une divinité protectrice, mais un bâtiment civil. En effet, au fond de la grande place s’élève la basilique Ulpienne (Basilica Ulpia) qui, transversale par rapport à l’axe, ferme l’ensemble de son imposante façade. La basilique, longue de 170 mètres et large de 59 mètres, compte cinq nefs, deux absides latérales et un vaisseau central s’élevant à près de 30 mètres. Elle est à cette époque la plus grande jamais construite à Rome et se distingue par le luxe de la polychromie de ses marbres et de ses ornements de bronze. L’édifice est prévu pour les activités judiciaires, les transactions commerciales et les cérémonies officielles.

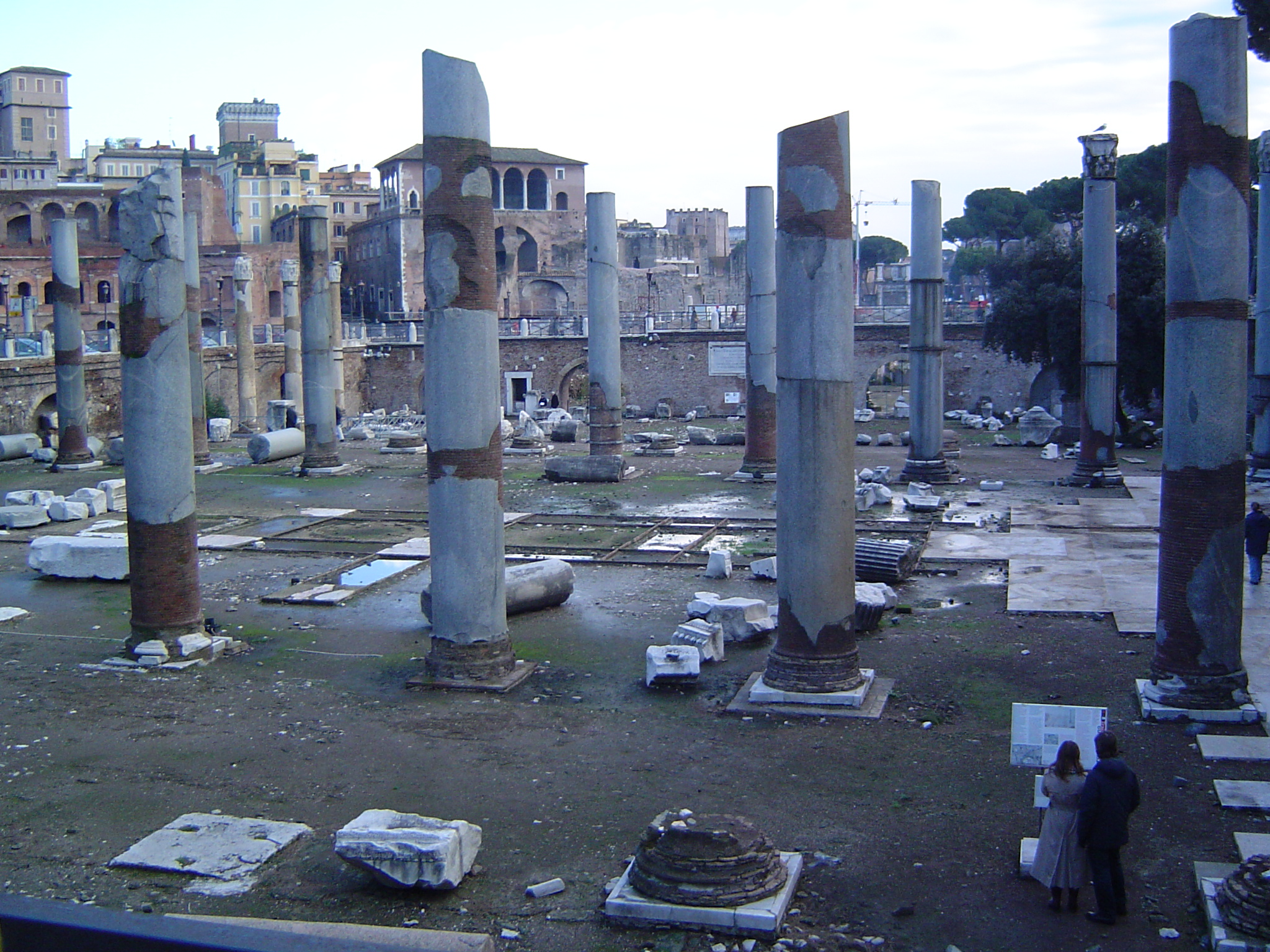
Colonnes de la basilique Ulpienne
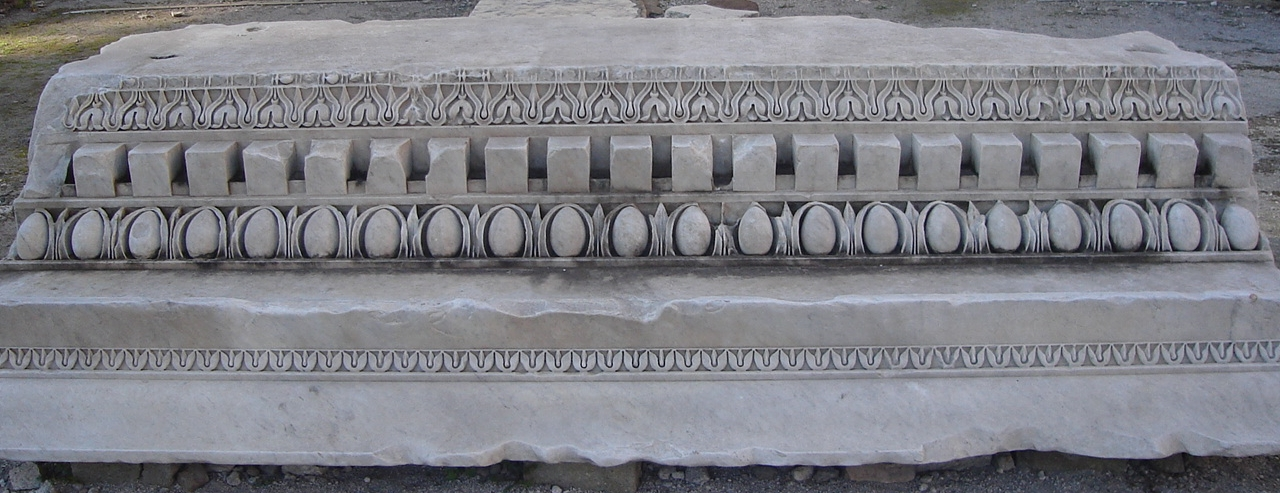
Corniche provenant de la basilique
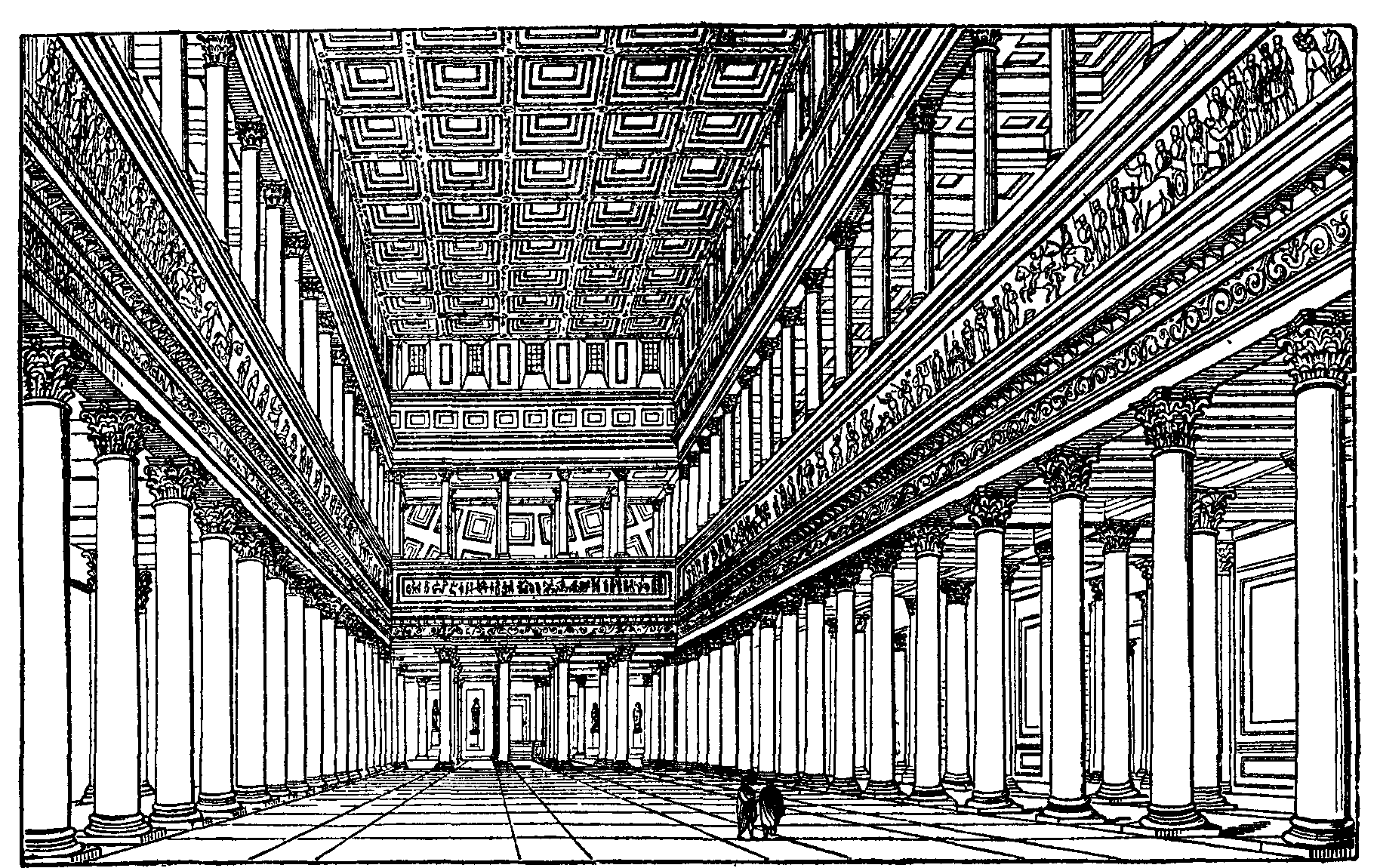
Restitution de l'intérieur de la basilique
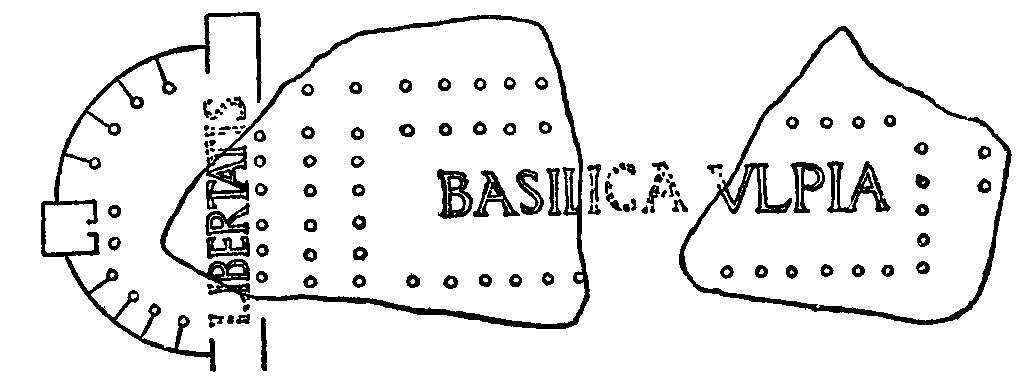
La basilique sur la Forma Urbis

### Colonne Trajane et bibliothèques

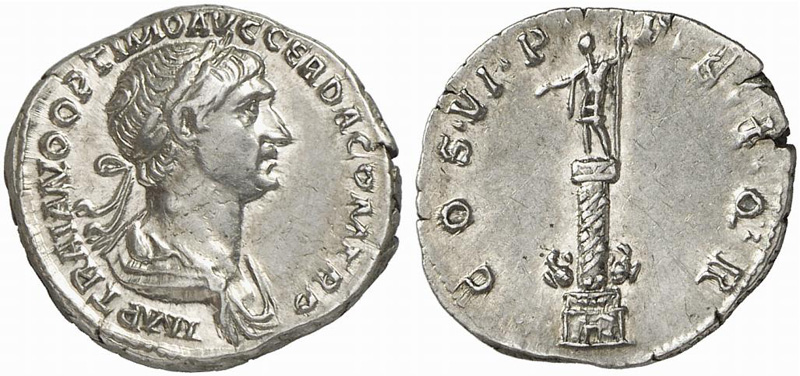
Denarius daté de 114.
Côté pile, représentation de la Colonne Trajane.

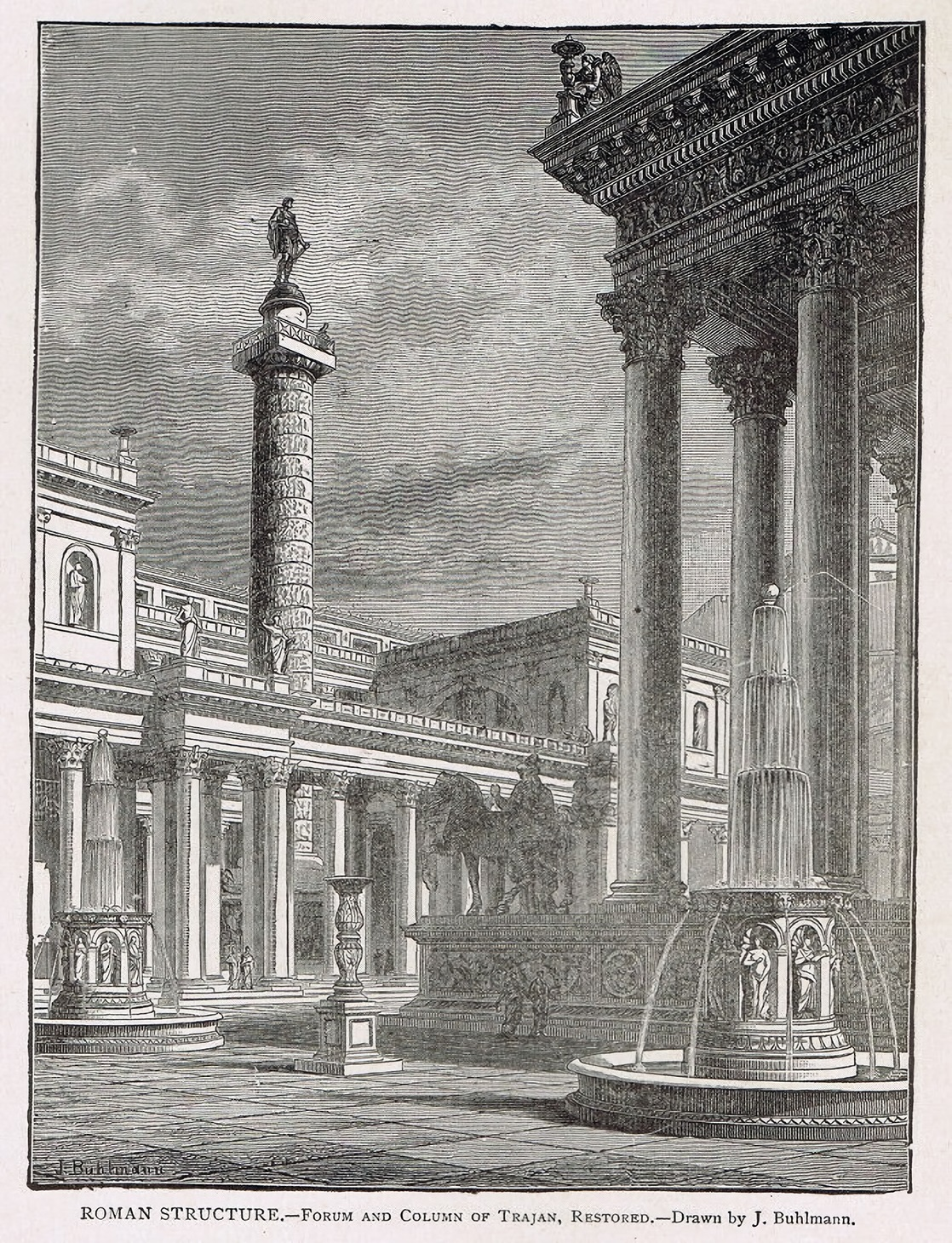
Restitution du temple de Trajan avec en arrière-plan la colonne Trajane entourée des deux bibliothèques.

Au-delà de la basilique, deux bibliothèques (l’une pour les ouvrages grecs, l’autre pour ceux en latin) s’élevaient de part et d’autre de la grande colonne Trajane qui célèbre dans ses bas-reliefs la conquête romaine de la Dacie. La hauteur de la colonne rappelle symboliquement la hauteur de près de 40 mètres de terre qui a été arasée lors de la construction du forum.

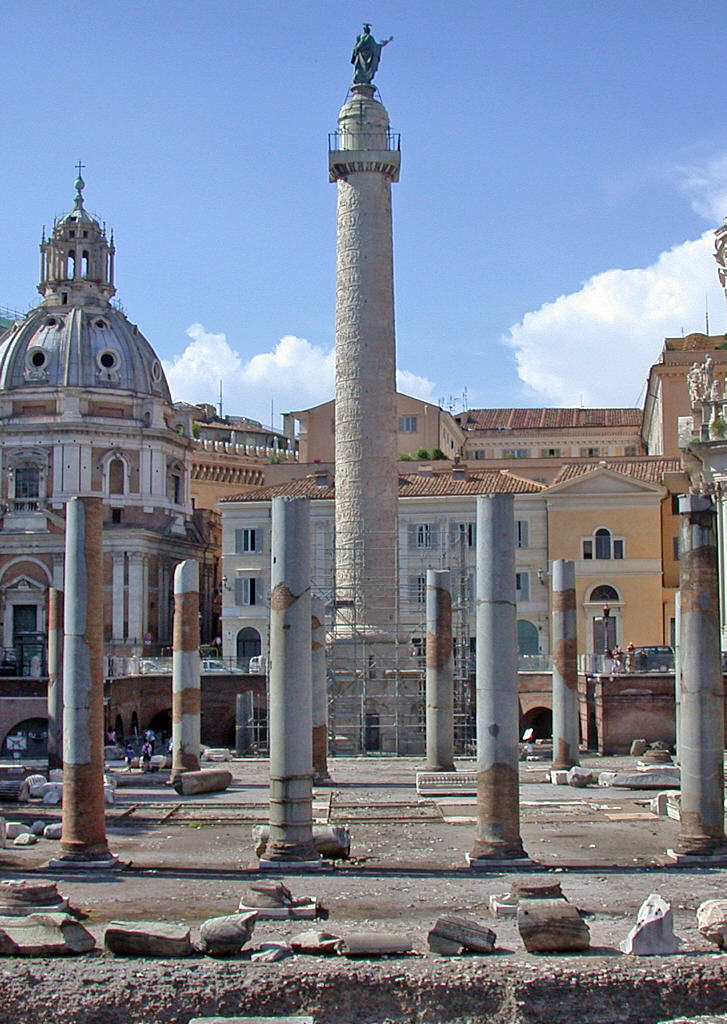
Colonne Trajane avec, au premier plan, les colonnes de la basilique Ulpienne.
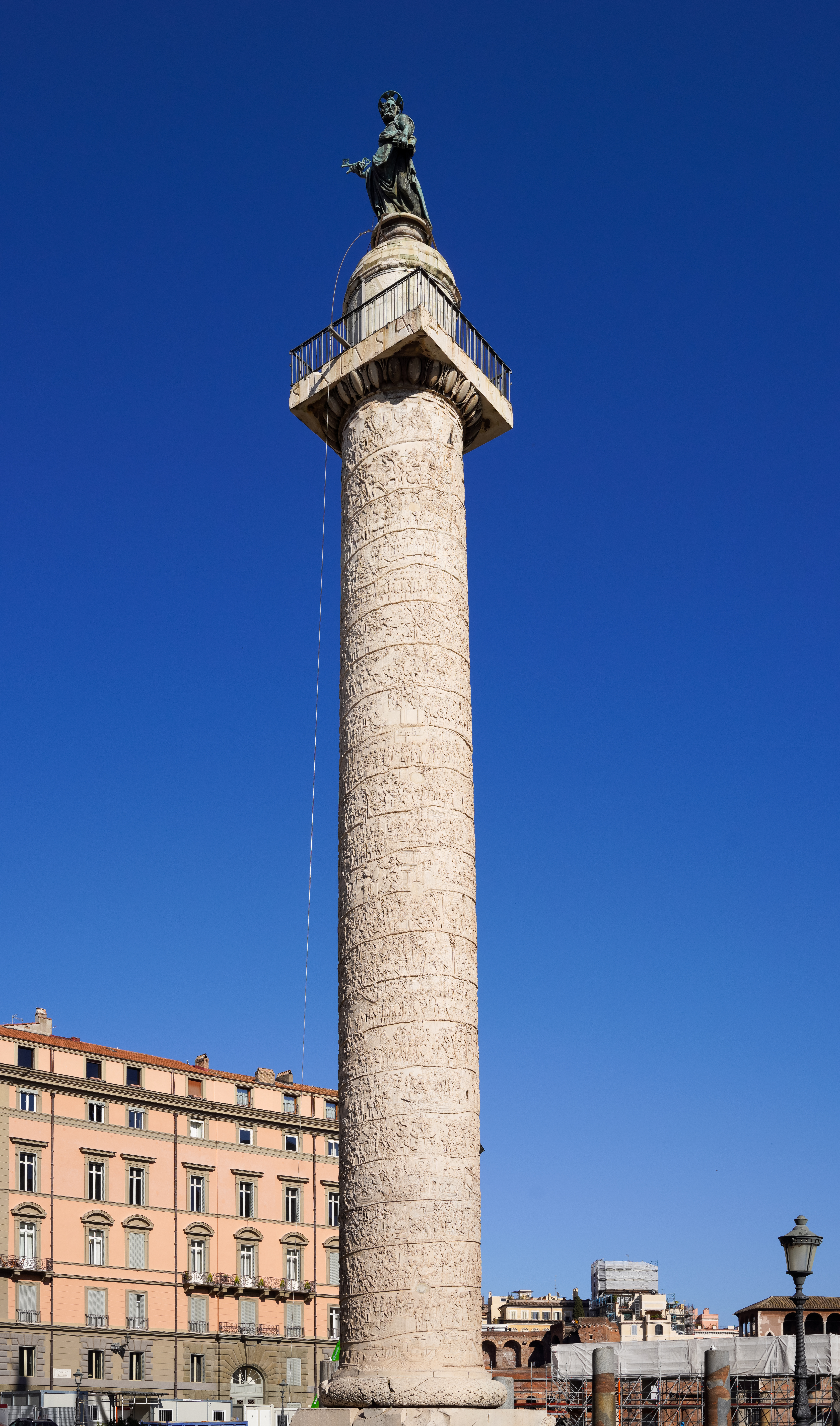
Colonne Trajane

### Temple du Divin Trajan
Les reconstitutions du XIXe siècle jusqu’à la fin du XXe siècle mentionnent un temple dédié au Divin Trajan et à Plotine, qui aurait été construit par Hadrien en 121, et qui, entouré sur trois côtés par un portique courbe, fermerait l’extrémité nord-ouest du forum. Des fouilles archéologiques récentes n’avaient révélé aucune trace de ce temple à cet emplacement, et la question de son existence était posée. Seule l’inscription dédicatoire et un chapiteau haut de 2,12 m ont été retrouvés, ce qui peut donner une idée de la taille imposante du monument : les colonnes devaient atteindre 20 mètres de haut. Mais, récemment, la mise au jour d'un massif de fondation vient  de rendre probable que le temple se situait bien dans l'axe du Forum, plutôt qu'un porche monumental (dont ferait partie le chapiteau retrouvé) s’ouvrant sur le Champ de Mars. La question reste débattue.

### Marchés de Trajan
Pour éviter les éboulements possibles causés par les travaux d’excavation qui ont modifié les pentes du Quirinal, Apollodore de Damas réalise une structure en hémicycle et en gradins pour servir de soubassement et de soutènement, ainsi que pour dissimuler les traces des travaux. Cette structure sera plus tard connue sous le nom de marchés de Trajan.

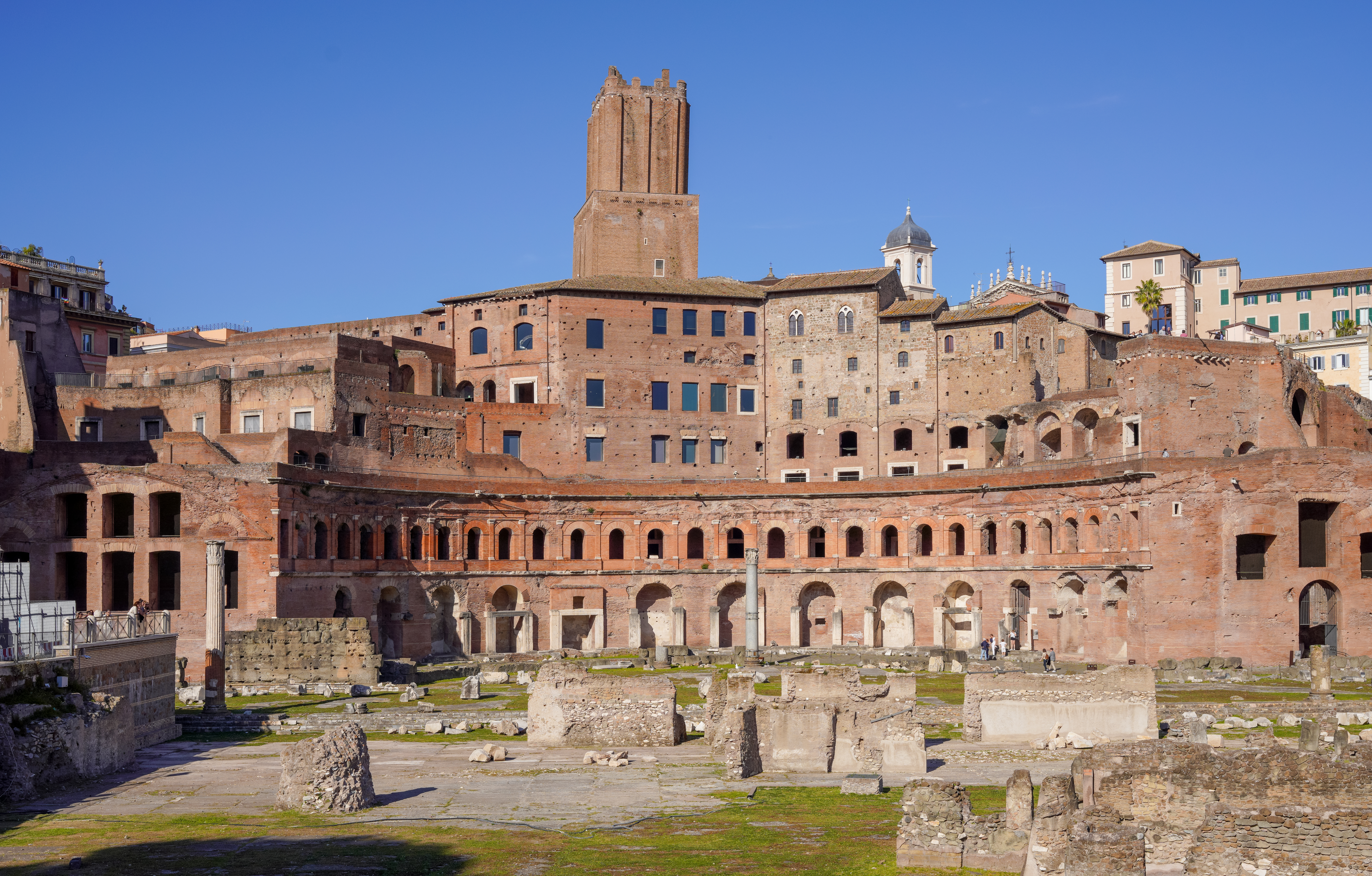
Marchés de Trajan
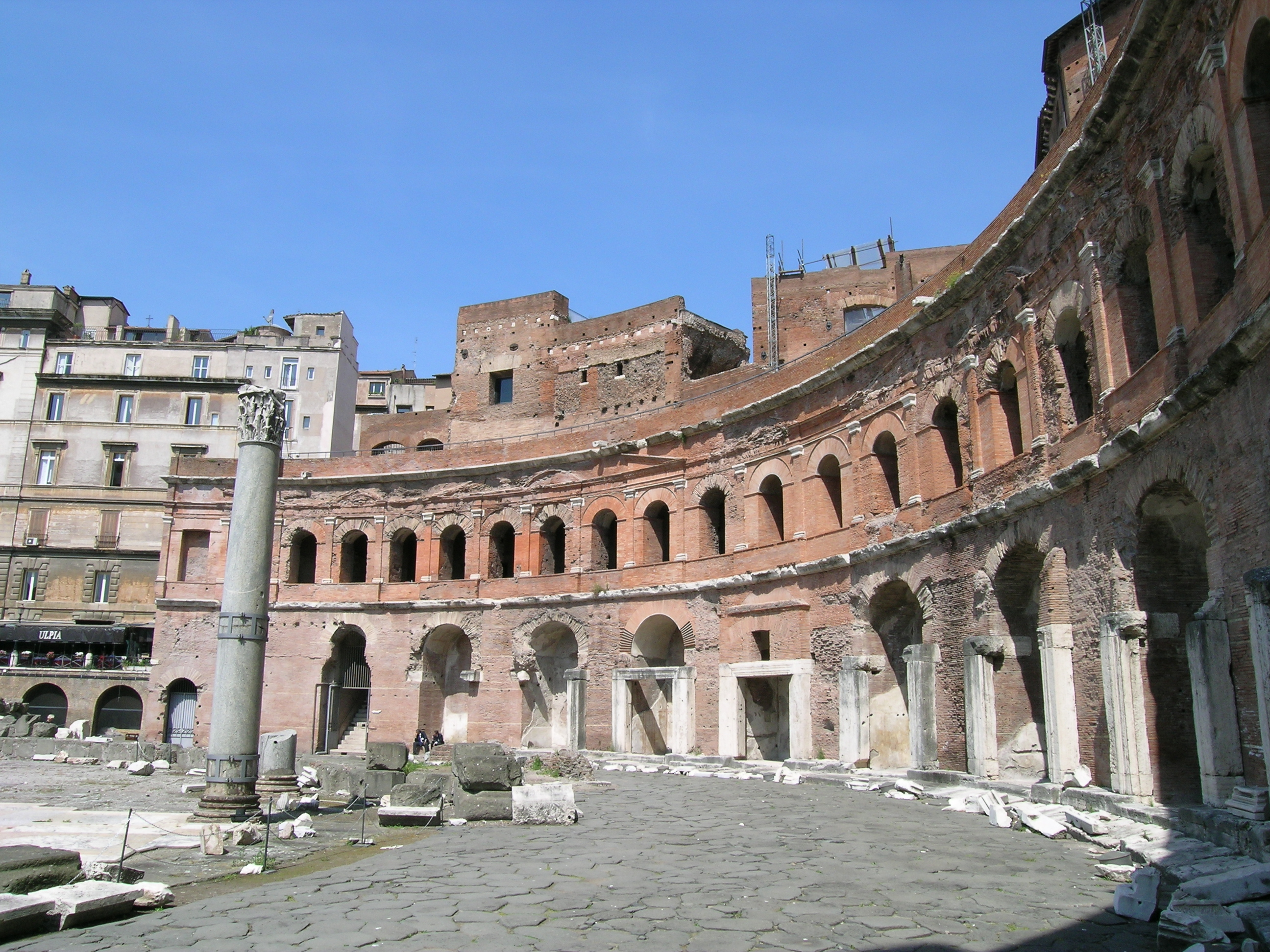
Marchés de Trajan avec, à gauche, une exèdre du forum de Trajan.
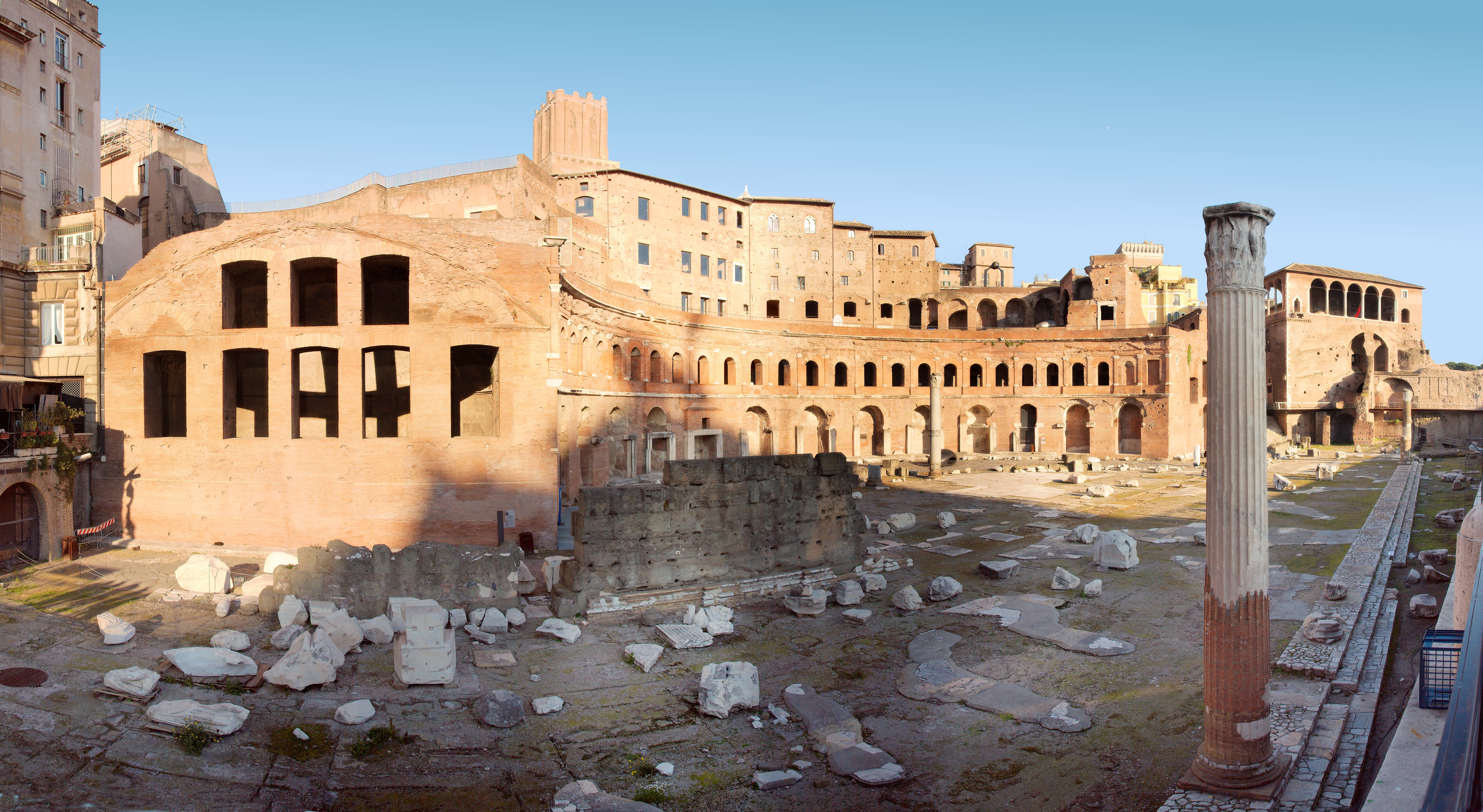
Marchés de Trajan avec, à droite, une colonne du forum de Trajan.